# Wolf Bickel
Wolf Bickel es un astrónomo aficionado alemán.
Es un descubridor prolífico de asteroides, que trabaja en el Observatorio Astronómico de Bergish Gladbach.